# Desa Slorok (administrativ by i Indonesien, lat -8,11, long 112,36)
Desa Slorok är en administrativ by i Indonesien.   Den ligger i provinsen Jawa Timur, i den västra delen av landet, 600 km öster om huvudstaden Jakarta.